# Impérial Bell
L'Impérial Bell est une salle de spectacle historique située sur la rue Saint-Joseph, dans le quartier Saint-Roch de la ville de Québec.

## Histoire
Entre 1904 et 1910, une première salle de spectacle appelée le « Palais royal » est ouverte sur l'emplacement de l'Impérial. Elle compte 400 fauteuils et est équipée d'un projecteur de cinéma. En 1912-1913 l'édifice est vendu et renommé « Théâtre des familles ». En 1917, le propriétaire Arthur Drapeau fait construire un nouvel édifice richement orné, dans le style des cinémas nord-américains de l'époque. En 1933, un incendie détruit le théâtre, qui est reconstruit et prend le nom de « Cinéma de Paris ». En 1971, le cinéma prend le nom de « Midi-minuit » et se spécialise en films érotiques ; c'est l'époque où le quartier environnant est délabré et a mauvaise réputation. 
L'édifice est transformé en salle de spectacles en 1996 et prend le nom des « Folies de Paris ». Il présente des spectacles de style cabaret. En 2003, il est une fois de plus transformé et prend le nom d'« Impérial de Québec ».
En février 2015, le Festival d'été de Québec, en partenariat avec Bell, annonce qu'il devient propriétaire du lieu de diffusion, dont le nom est alors modifié pour devenir l'« Impérial Bell ». Les années suivantes, le nouveau propriétaire change le décor et l'image de marque de la salle pour l'aligner sur une audience plus généraliste. En 2020, la salle bénéficie d'une subvention publique d'un million de dollars pour mener des travaux sur le bâtiment et moderniser son équipement.
Depuis février 2022, l’organisation qui chapeaute le Festival d'été de Québec et l’Impérial Bell a pris le nom de BLEUFEU.

## Description
La capacité de l'Impérial Bell est de 900 personnes en admission générale.

## Galerie

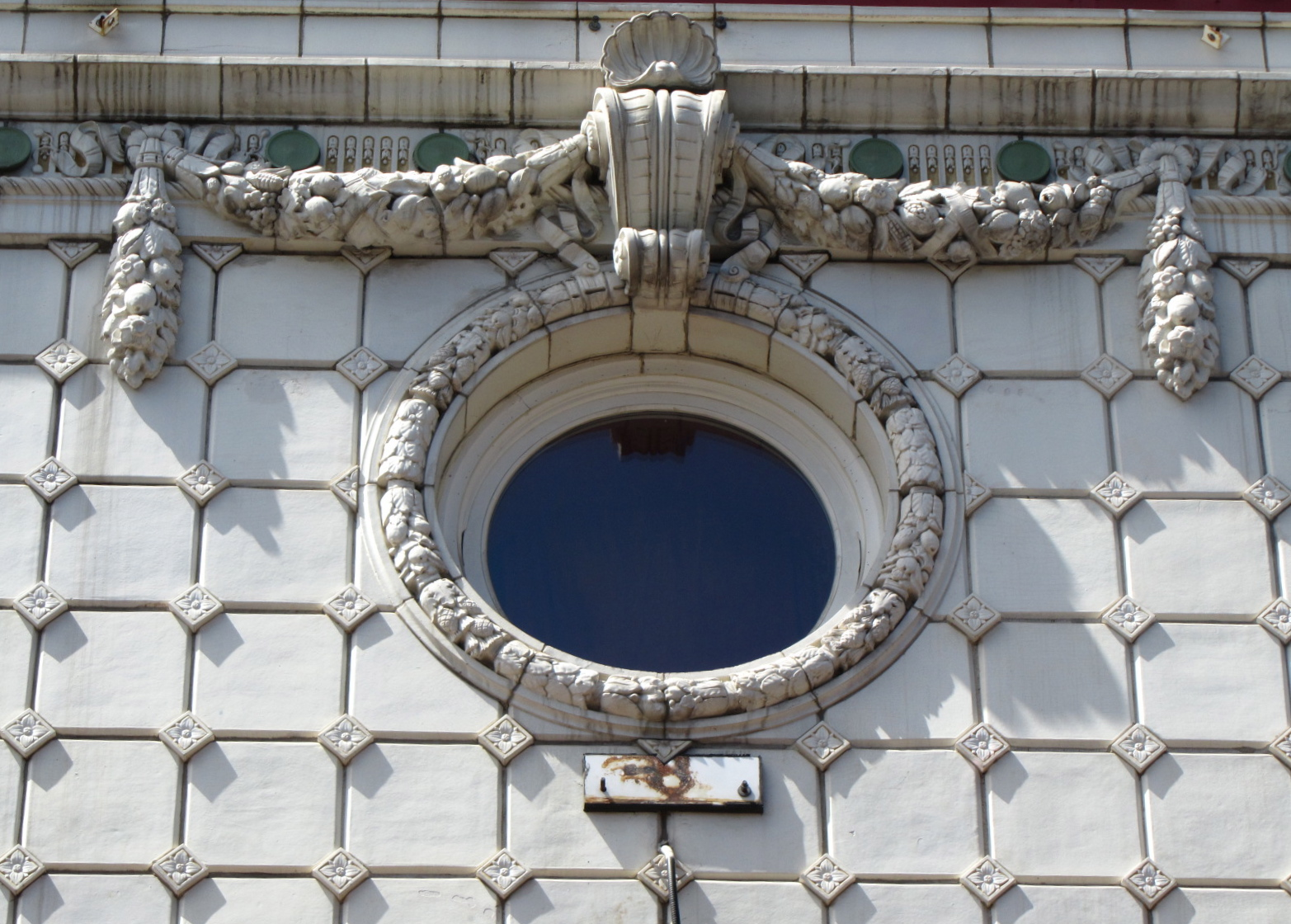
Œil-de-bœuf de la façade de la salle
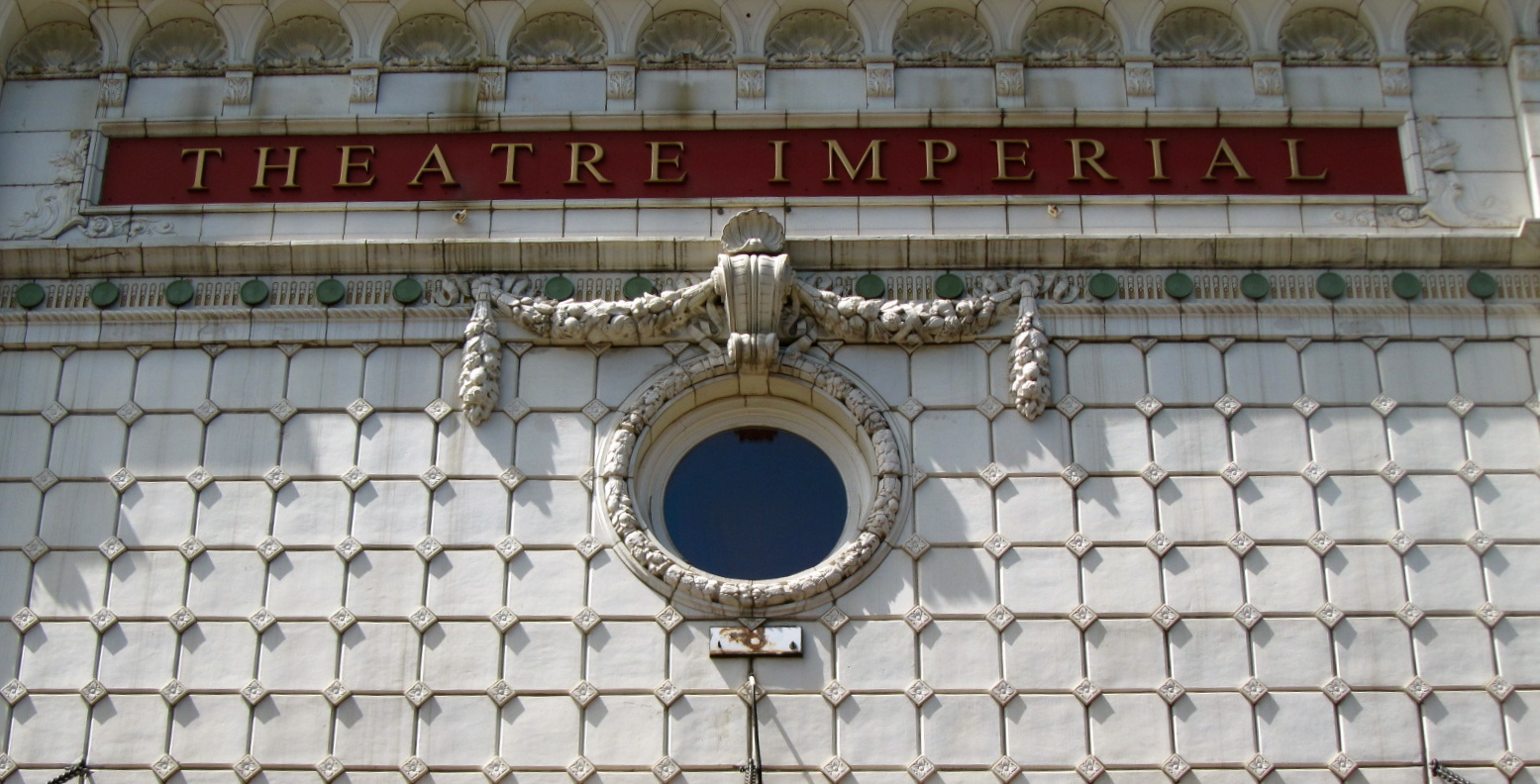
Façade et nom de la salle
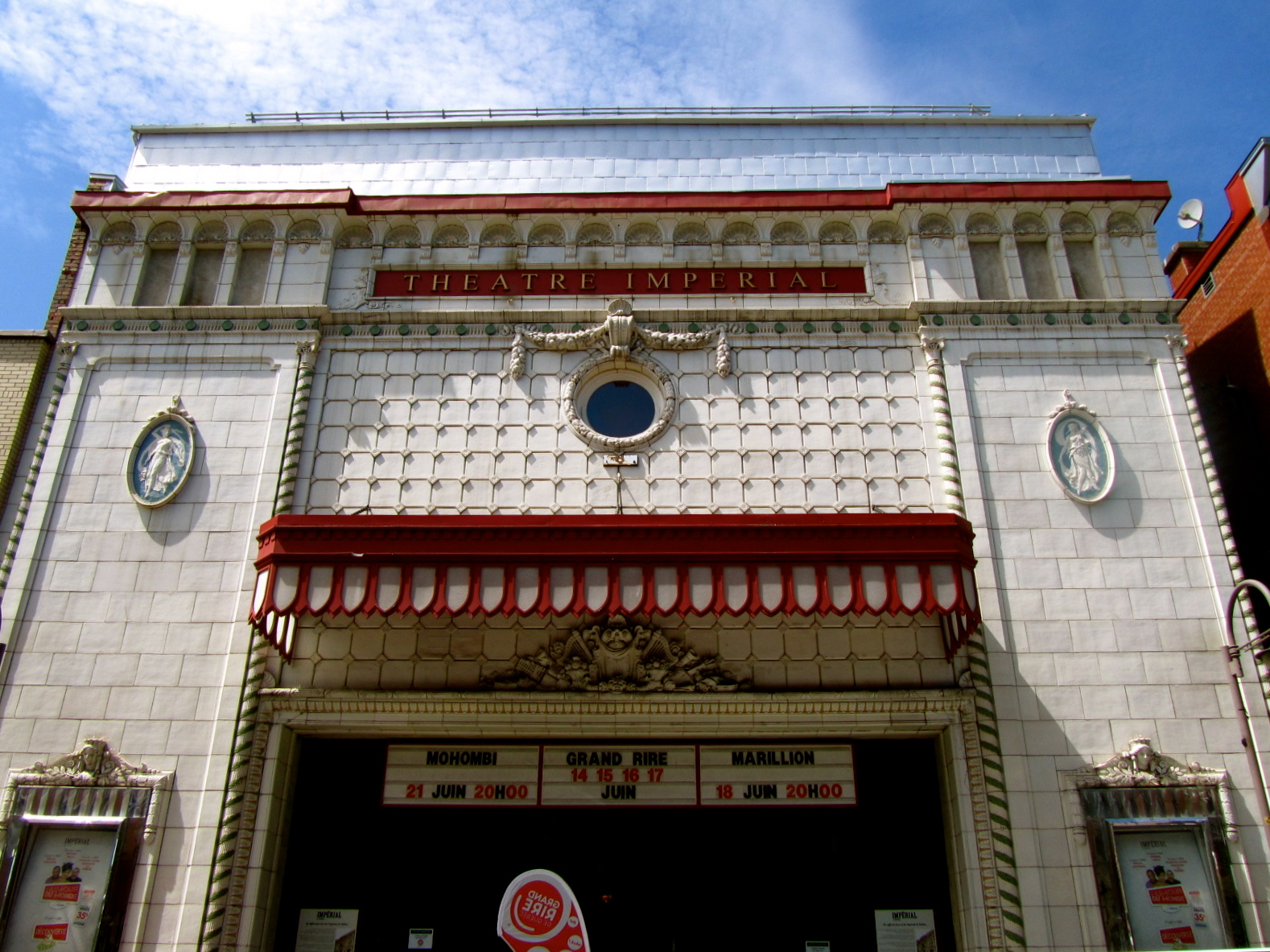